# 2 avril 1972
Le dimanche 2 avril 1972 est le 93e jour de l'année 1972.

## Naissances
- Agata Kornhauser-Duda, germaniste polonaise, première dame
- Antoine Sicotte, écrivain québécois
- Calvin Davis, athlète américain
- Eyal Berkovic, footballeur israélien
- Fabrice Bry, joueur de volley-ball français
- Frode Lamøy, Batteur et musicien norvégien
- Gwen Giabbani, pilote de moto d'endurance et de vitesse français
- Igor Kurasov, joueur de basket-ball russe
- Laurent Avezou, historien français
- Masahiro Ando, footballeur japonais
- Matthijs van Miltenburg, homme politique néerlandais
- Pascal Camadini, footballeur français
- Samir Kamouna, joueur de football égyptien
- Serge Grah, journaliste, poète et essayiste ivoirien
- Thomas Glavinic, écrivain autrichien

## Décès
- Franz Halder (né le 30 juin 1884), général allemand
- Toshitsugu Takamatsu (né le 10 mars 1889), artiste martial